# Tecniche di progettazione e costruzione dei diffusori acustici
I diffusori acustici sono quegli elementi di un sistema di riproduzione del suono, che si occupano strettamente della conversione del segnale elettrico in movimento meccanico, che genera la perturbazione dello stato di quiete della pressione del mezzo di trasmissione (tipicamente aria)   generando la sequenza di pressione e depressione del mezzo di propagazione, denominata " onda acustica."
Essi rappresentano l'ultimo elemento della catena di riproduzione e, proprio per questo, è possibile attribuire loro la maggior parte della responsabilità nell'interfacciamento con l'ambiente e con l'uomo.
Per questi motivi il progetto e la realizzazione di questi elementi richiede anche una conoscenza adeguata della scienza psicoacustica e delle tecniche di ricostruzione del suono in ambiente.
Questo ambito realizzativo richiede ai progettisti una notevole interdisciplinarità tecnica e scientifica. Infatti sono richieste nozioni fisica, di elettronica, elettromeccanica, le basi dell'elettromagnetismo, discipline dello smorzamento meccanico e della risonanza,   basi di psicoacustica e conoscenza delle caratteristiche dei materiali.
Tutto questo, per molti, fa della realizzazione di diffusori acustici, un ambito realizzativo affascinante.

## Tipologia costruttiva
I diffusori acustici possono essere realizzati con differenti soluzioni tecniche:

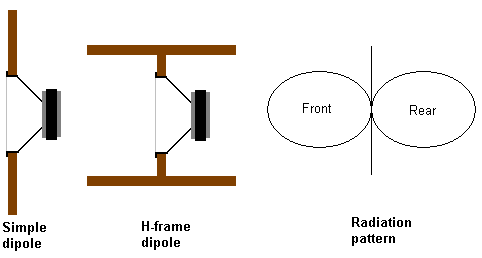
Sezione di varie soluzioni delle casse acustiche a dipolo

- Dipolo o Open Baffle, si tratta di una soluzione molto semplice, caratterizzata da una tavola che accoglie degli altoparlanti e che limita il cortocircuito tra l'onda positiva e negativa degli stessi, per aumentare l'isolamento tra i due lati e favorire anche la direzionalità del diffusore è possibile avere un tubo attorno ad ogni altoparlante, in modo da avvolgerlo lateralmente.
- Sospensione pneumatica, l'altoparlante viene montato in una cassa chiusa, relativamente piccola, che contiene l'aria in modo sigillato e la quale aiuta con la sua elasticità al funzionamento dell'altoparlante.
- Baffle infinito, l'altoparlante viene montato in una cassa chiusa, relativamente grande, che contiene l'aria in modo sigillato, ma non influenza il funzionamento dell'altoparlante per via della ridotta variazione di pressione interna, inoltre le pareti interne della cassa sono rivestite di materiale fonoassorbente.
- Bass reflex e Irrotax, soluzione che differisce dalla soluzione pneumatica per la presenza di un tubo dimensionato, che limita la resistenza al movimento della membrana ed esalta uno specifico range di funzionamento, l'Irrotax si differisce per le caratteristiche del tubo.

Cassa acustica con radiatore passivo

- Reflex passivo o radiatore passivo, soluzione intermedia tra la sospensione pneumatica ed il bass reflex, in quanto il bass reflex viene sostituito da una membrana passiva.
- Linea di trasmissione, si tratta di una cassa acustica chiusa (sospensione pneumatica o baffle infinito) abbinato ad un lungo tubo di accordo (bass reflex)
- Bass Scoop bin, si tratta di una soluzione simile alla linea di trasmissione, ma in questo caso la linea di trasmissione ha un andamento della sezione del tipo crescente, andando a riprendere l'andamento di una tromba.[3]

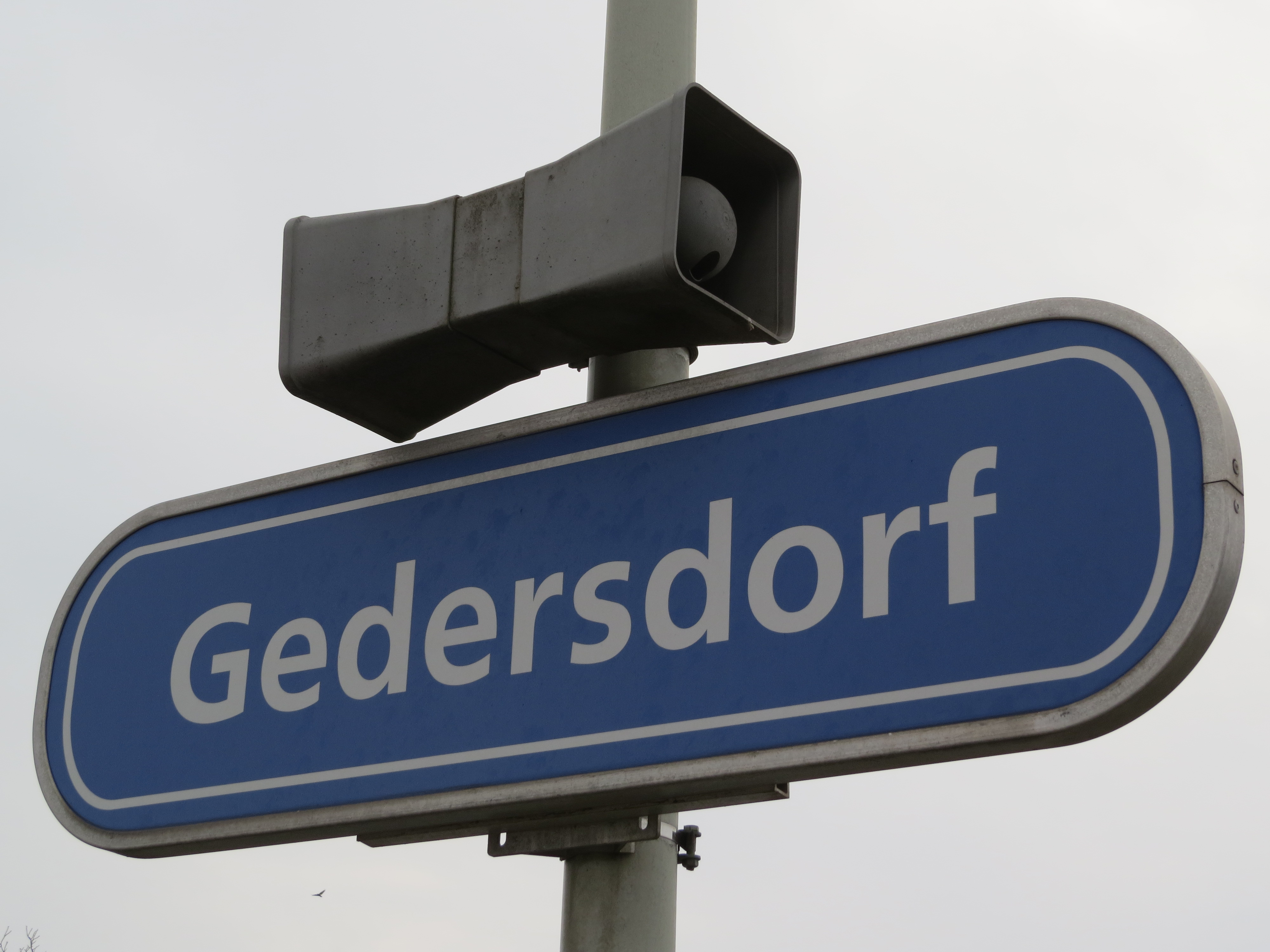
Cassa acustica bipolare

- Bipolare, soluzioni può o meno varie che emettono il suono in più direzioni (generalmente 2)
- Altoparlanti a Tromba, si tratta di una conformazione che veicola l'onda sonora dell'altoparlante[4]

Le varie tecniche costruttive vanno a interagire in modo differente con l'altoparlante, andando ad influire sulla sua risposta in frequenza.

## I diffusori acustici in ambito casalingo
Essenzialmente esistono due categorie di diffusori in ambito casalingo, quelli passivi e quelli attivi.
I diffusori attivi sono costituiti da un insieme di trasduttori, o altoparlanti, unito ad un amplificatore audio. In parole semplici un diffusore attivo si trova nella forma di una cassa dotata di altoparlanti e contenente un circuito elettronico di amplificazione del segnale. Questo genere di diffusori non necessita quindi di amplificazione esterna ma solo della sorgente sonora da amplificare; necessita però di alimentazione da rete. I piccoli diffusori audio associati ai personal computer sono generalmente di questo tipo.
I diffusori passivi invece non contengono alcun circuito di amplificazione del segnale per cui essi ricevono il segnale da riprodurre e diffondere direttamente amplificato. Essi non si collegano all'alimentazione di rete ma solo all'amplificatore esterno. Quest'ultimo tipo di diffusori è tipicamente quello dei normali impianti stereo casalinghi.
In questa sezione verranno trattate, semplicemente, le tecniche di realizzazione riguardanti i diffusori passivi. La differenza con quelli attivi è minima e più che altro di tipo circuitale. La sostanza e le tecniche generali per la corretta rappresentazione del suono in ambiente sono le stesse.
Bisogna avere ben presente che un sistema di riproduzione sonora, deve ricostruire in un ambiente casalingo, quantomeno, il palcoscenico o lo studio dove è stato effettivamente registrato il concerto. L'analisi psicoacustica e dell'ambiente sono fondamentali per ottenere dei risultati credibili.

## La percezione del suono
Lo studio della percezione del suono ha modificato radicalmente le tecniche di costruzione dei diffusori o "casse" acustiche.
Gli ambiti principali entro la quale possiamo concentrare la nostra attenzione sono due:
- la percezione biologica e psicologica del suono,
- la ricostruzione dei piani sonori e delle distanze.

### Il suono e l'orecchio
L'orecchio ha un comportamento particolare e la sua risposta varia sia in frequenza (acutezza o gravità del suono) sia in intensità (volume). Risulta per cui che l'ascoltatore abbia percezioni differenti del suono a seconda di quale sia l'intensità e la frequenza. Ad esempio la percezione dei "bassi" o suoni gravi, aumenta in funzione del volume: a basso volume l'ascoltatore sente in evidenza voci femminili e note acute, mentre a volumi sostenuti il suono si riequilibra decisamente riportando le note gravi prima in equilibrio e poi anche in evidenza rispetto alle medie e alte.
Inoltre l'orecchio ha una frequenza di risonanza, dovuta alla sua forma e lunghezza, che si attesta poco sopra i 2500 Hz. Questo vuol dire che l'orecchio è molto sensibile ai suoni che hanno questa frequenza in evidenza (il pianto di un bambino) e basta poca intensità per rilevarli.
Vedere le curve Isofone stabilite dai ricercatori Fletcher e Munson già dagli anni trenta.

### Stereofonia e cervello
Il cervello può essere "ingannato". Nel senso che egli per sua condizione naturale è chiamato a processare contemporaneamente (stereofonia) le informazioni provenienti dalle due sorgenti a disposizione che sono le orecchie. Fornendo ad esse suoni lievemente differenti, secondo opportune regole, si può far credere al cervello che quello che sta ascoltando arrivi da un'unica sorgente situata in una particolare posizione e ad una precisa distanza. La capacità che ha il cervello di "ricostruire" un ambiente virtuale è al centro di tutte le soluzioni adottate per la realizzazione di eccellenti sistemi di diffusione acustica o Hi-fi.
Un aspetto molto importante che riguarda la percezione riguarda il significato che il cervello assegna alle varie frequenze.
Alle alte frequenze (tipicamente sopra i 1500 Hz) il cervello associa il contratto di profondità della sorgente sonora, basandosi sulle differenze di intensità rilevabili alle varie frequenze. Le basse frequenze sono più "avvolgenti" e meno localizzabili anche se pure per esse il cervello assegna concetti di vicinanza basandosi, però, sui tempi di arrivo delle varie onde. Questo vuol dire che quando l'ascoltatore sente varie note acute di diverse intensità, tenderà a credere più lontane quelle meno "forti". Appena il suono diventa meno acuto (medie frequenze) la differenza di intensità diventa meno importante per ricostruire virtualmente la distanza delle sorgenti e addirittura alle basse frequenze conta maggiormente il suono che arriva prima.
Vedere anche il link: Alta fedeltà.
Tutto questo ha implicazioni importantissime sulla disposizione dei diffusori in casa e sulla posizione del punto di ascolto e dove maggiormente si sente meglio.

## Ambiente
L'ambiente è assolutamente determinante per la rappresentazione del suono. Nel concetto d'ambiente dobbiamo inserire la dimensione e forma della stanza d'ascolto, l'occupazione degli spazi, la posizione d'ascolto.
La dimensione e forma, in particolare, incidono maggiormente sulla rappresentazione delle note gravi (basse frequenze). Se la stanza d'ascolto è una normale sala casalinga, in genere non sarà più grande di 5x7 metri e il limite di rappresentazione corretta delle basse frequenze sarà, lungo la dimensione maggiore, di 50 Hz. Sotto questa frequenza l'onda sonora tenderà a non essere più rilevabile correttamente: in parte a propagarsi all'esterno, in parte ad entrare in risonanza con l'ambiente d'ascolto generando pericolose (per l'alta fedeltà) onde stazionarie. Altre onde stazionarie si potranno formare in funzione delle altre dimensioni della stanza: ad esempio intorno ai 120 Hz relativamente all'altezza del soffitto.
Per una completa trattazione dell'argomento si dovrebbe approfondire anche il tema del campo diretto e del campo riverberato. Si intende con questo che l'ascoltatore non viene raggiunto solo dai suoni emessi direttamente dagli altoparlanti (campo diretto), ma anche da quelli che prima di arrivare all'orecchio dell'ascoltatore rimbalzano per casa su mobili e pareti (campo riverberato) e che magari possono contribuire a rafforzare o annullare certi suoni del campo diretto disturbando così la qualità dell'evento sonoro.
Occorre considerare anche il materiale costruttivo della casa: pareti sottili consentono al suono di uscire di casa agevolmente diminuendo la percezione dei bassi che può avere l'ascoltatore interno. Per questo motivo esiste una tendenza da parte di alcuni costruttori ad adattare i propri prodotti al tipo di mercato, al tipo di abitazioni che si potrebbero trovare. Il caso più evidente riguarda i costruttori americani che disegnano i propri diffusori per essere inseriti in case di legno o prevalentemente con pareti sottili, contrariamente al caso europeo dove mattone e cemento sono predominanti.
Lo spazio interno non dovrebbe essere troppo simmetrico per non causare risonanze, eccedenze o annullamenti. Bisogna sempre immaginare che le onde sonore prima di arrivare al nostro orecchio rimbalzino un po' dappertutto.
La posizione d'ascolto è una cosa complicatissima. Nessun diffusore potrebbe davvero compiere bene il suo lavoro se poi venisse disposto malamente. Di solito si segue la prassi del triangolo isoscele dove la distanza tra i diffusori sarebbe di 2 metri e la distanza dall'ascoltatore di 2 metri e mezzo. Ovviamente in proporzione all'ambiente di ascolto.
L'inclinazione dei diffusori verso l'ascoltatore determina notevolmente la percezione della spazialità e della profondità.
Inoltre i singoli altoparlanti hanno direttività e caratteristiche di emissioni differenti l'uno dall'altro per cui agendo sull'inclinazione del diffusore e sulla sua orientazione si può notevolmente favorire la predominanza di certe frequenze rispetto ad altre.
Tutte queste semplici considerazioni servono semplicemente a chiarire l'ambito progettuale e i vincoli principali entro la quale il progettista di diffusori acustici deve muoversi.

## Configurazioni base
Esistono almeno due tipi di configurazione:
- sistemi multicanale
- sistemi stereofonici

Tra questi due vi è essenzialmente una differenza sul numero di diffusori da approntare e sulla sorgente sonora che cambia radicalmente.
In particolare sui primi, essi richiedono un numero di amplificatori pari al numero di casse installate e questo dipende dallo standard multicanale che si sceglie; ad esempio, esistono sistemi multicanale da 5 diffusori fino addirittura ad 8. Per capire il perché di questo genere di installazioni occorre vedere i link: Audio multicanale e DTS.
In questa semplice trattazione ci limiteremo ai sistemi a 2 canali, stereofonici, anche perché le basi progettuali sono condivise fra tutti i sistemi.
Un altro ambito di configurazione riguarda il singolo diffusore:
- diffusore monovia,
- diffusore a 2 vie,
- diffusore multivia.

Queste configurazioni si basano su diverse linee e scelte di progetto. I motivi dell'offerta di queste diverse soluzioni non sono solo di carattere strettamente commerciale o di design, ma più che altro di carattere elettroacustico, ovvero relativo alla qualità sonica che si vuole ottenere dal diffusore stesso. In questa sede ci basterà dire che diffusori a 2 o più vie sono pensati per facilitare la riproduzione di tutto lo spettro sonoro, dai suoni gravi a quelli acuti. Le controinidcazioni tipiche dei sistemi multivia hanno riportato in auge i sistemi monovia, in cui i limiti connessi all'ampiezza dello spettro riprodotto possono essere compensati da una particolare naturalezza della riproduzione, dovuta al fatto che tutti i suoni originano da uno stesso punto (coerenza). 
Non è scontato che un sistema monovia possa costare meno di un 2 o 3 vie.

### Caratteristiche generali degli altoparlanti
Prima di approfondire questi sistemi occorre conoscere meglio gli altoparlanti.
Essi sono dei trasduttori elettromeccanici (convertono l'energia da elettrica a meccanica) che lavorano nello spettro delle frequenze audio (dai 20 ai 20.000 Hz). L'onda acustica è " un'onda " che si propaga (tipicamente nell'aria). L'altoparlante è quindi uno stantuffo a tutti gli effetti, in grado di vibrare producendo compressioni e decompressioni dell'aria, a varie frequenze.
Ogni onda ha un'energia che dipende anche dalla frequenza a cui viaggia. Onde ad alta frequenza hanno più energia, a parità di massa d'aria spostata, di quelle a bassa frequenza. Questo vuol dire semplicemente che un altoparlante quando emette un suono acuto non ha la necessità di spostare grossi volumi di aria rispetto a quando emette, invece, un suono grave.
Quindi mentre le onde a bassa frequenza hanno bisogno di un importante volume di spostamento, le onde ad alta frequenza no, bensì richiedono solo velocissimi spostamenti dell'aria. Da qui si comincia a capire quali caratteristiche debbano avere gli altoparlanti e perché esistono i sistemi multivia.
In particolare esistono altoparlanti di dimensione e peso diversi proprio per essere ottimizzati a rappresentare note acute o gravi.
Un altro aspetto importante nella valutazione dell'altoparlante consiste nell'analisi della dispersività.
Il modello più diffuso di altoparlante, di cui già accennato, è quello dello stantuffo. Da calcoli e misure sperimentali risulta che questo modello ha due comportamenti differenti a seconda della frequenza di emissione del suono: fino ad un certo punto lo "stantuffo" risulta annegato nell'onda stessa che produce, da un certo punto in poi invece è come se la sparasse in avanti. In altre parole l'altoparlante risulta essere dispersivo (emette un'onda sferica) fino a una certa frequenza e da lì in poi risulta essere direttivo (emette una porzione di onda sferica).
La formula che ci permette di capire fino a che frequenza un dato altoparlante passa dallo stato di buona dispersione a quello di direttività afferma che questa soglia dipende anche dal diametro della membrana emettitrice. In particolare, per rimanere in regione di buona dispersività l'altoparlante deve avere diametro minore o uguale alla metà della lunghezza d'onda che sta emettendo. Per esempio immaginando un altoparlante per medie e basse frequenze da 17 cm di diametro possiamo dire che esso mantenga le doti di buona dispersività fino a 1000 Hz, dato che questa frequenza ha una lunghezza d'onda pari a circa 34,4 cm.

### Monovia
I diffusori monovia sono caratterizzati da un unico altoparlante, chiamato larga banda, capace di diffondere tutte le frequenze utili alla rappresentazione del suono. Per fare questo, l'altoparlante deve avere caratteristiche eccellenti in tutto lo spettro delle frequenze udibili. In poche parole deve avere un "equipaggio mobile" sufficientemente leggero per poter vibrare ad alta frequenza, contemporaneamente deve essere in grado di spostare volumi importanti di aria per rappresentare bene le basse frequenze. Pertanto un altoparlante larga banda ideale dovrebbe possedere un diametro molto ampio e contemporaneamente una massa oscillante estremamente leggera.

### Due vie
I diffusori a 2 vie sono i più diffusi perché rappresentano il miglior compromesso per tutte le richieste che si possono fare. Essi sono caratterizzati da una unità di ampio diametro per le basse frequenze (un altoparlante chiamato woofer) e una per le alte (chiamato tweeter) che presenta una superficie di emissione leggerissima e solitamente molto più piccola di quella del woofer.
Ognuno dei due altoparlanti allora si occupa solo di un preciso insieme di frequenze e non sono quindi necessari materiali e tecniche costruttive costosissime come invece accade per i larga banda. Per poter lavorare correttamente insieme i due altoparlanti devono essere collegati ad un filtro elettrico (crossover) che ha il compito di distribuire le frequenze giuste all'altoparlante apposito.
Un diffusore a 2 vie è quindi caratterizzato da un mobile con camera di risonanza, al cui interno sono presenti un filtro elettrico e montati esternamente due altoparlanti dedicati.

### Multivie
Un diffusore multivia è concettualmente simile al due vie, gli altoparlanti in questo caso sono 3 o più.
Il vantaggio consiste essenzialmente nell'ulteriore divisione della banda audio per i seguenti motivi: distribuire meno frequenze ai singoli altoparlanti, utilizzandone così di più specifici; estendere la riproduzione dello spettro sonoro ai limiti di banda, dove di solito si tende ad avere, da parte della maggior parte dei diffusori, un calo di sensibilità.
In questo tipo di diffusori la circuiteria del filtro elettrico risulta più complessa e dal costo sensibile.

## Analisi delle specifiche e dei vincoli
Abbiamo visto finora una panoramica dei vincoli generali e delle nozioni di base che caratterizzano la definizione di un sistema di diffusori acustici per uso casalingo.
Il progettista deve necessariamente definire su carta i vincoli e le caratteristiche del sistema che deve essere realizzato.
È senza dubbio sbagliato accettare che la scelta di una configurazione di sistema possa "suonare" meglio o peggio. L'obiettivo è e rimane l'alta fedeltà e differenti scelte di progetto non sono rivolte a cercare un livello qualitativo migliore o peggiore, bensì a ottenere l'alta fedeltà nell'ambiente, nella posizione d'ascolto e nell'ambito di tutte le condizioni e vincoli dettati dal caso studiato. In questo insieme di vincoli rientrano anche le condizioni economiche.
Per completare la panoramica, sarebbe necessario che l'utente finale fornisse con precisione l'informazione sul tipo di uso a cui vuole destinare i suoi diffusori. Non si tratta di conoscere che musica ascolterà l'utente (è impensabile che un suono possa essere riprodotto correttamente se proveniente da una orchestra sinfonica ma non da una ballata country), ma di conoscere il tipo di ascolto che egli farà.
Per capire il concetto di tipo di ascolto bisognerebbe conoscere quello di "evento acustico". Ma semplificando il ragionamento si può arrivare a sintetizzare che sarebbe necessario, quantomeno, sapere come l'utente abbia intenzione di vivere l'evento acustico, se da solo o in compagnia, stando seduto al centro o in piedi con amici, come ad un party. Sapere se i diffusori saranno dedicati per un ascolto analitico o di intrattenimento, se verranno utilizzati per l'Home theatre o l'ascolto puramente musicale.
Non essendo spesso possibile interloquire con l'utente, è possibile classificare almeno le tipologie più comuni di "tipo" di ascolto:
- ascolto analitico,
- ascolto analitico condiviso,
- ascolto eterogeneo,
- ascolto distratto per accompagnamento,
- ascolto di gruppo per coinvolgimento.

Queste sono solo alcune delle potenziali destinazioni d'uso e, ovviamente, prescindono da altri usi che non siano casalinghi (come i professionali o il public address) e che non sono contemplati in questa sezione.
Per ascolto analitico (condiviso e non) si intende che gli utenti considerino la musica come unico soggetto della loro seduta di ascolto. Nel caso invece di ascolto eterogeneo, distratto o di gruppo, si intende che gli ascoltatori pongano come soggetto della seduta non la musica (non necessariamente come unico soggetto), ma, ad esempio, le loro attività (anche di lavoro): come una discussione su un argomento di costume (ad esempio gli anni '70), l'intrattenimento tramite un film, la creazione di atmosfera per una festa o una celebrazione...
Nei primi 2 casi quindi si pone la possibilità di vincolare la posizione di ascolto, con qualche attenzione verso la configurazione condiviso. Gli altri tipi di ascolto invece saranno molto variabili anche tra di essi, soprattutto in termini di posizione di ascolto.
Vediamo un paio di esempi guida.

### Ascolto analitico
Per l'ascolto analitico possiamo pensare che l'utente si ponga nella condizione migliore, quindi rispetti la regola del triangolo isoscele 2 per 2,5 metri.
In questo caso la dimensione dell'ambiente può diventare il parametro principale da ottimizzare. In particolare per ambienti piccoli può essere offerta come soluzione anche un sistema monovia.
I sistemi monovia sono basati su altoparlanti larga banda caratterizzati da notevole direttività alle alte frequenze. Questo fenomeno costringe a pensare a questi sistemi in ambito di invarianza della posizione d'ascolto.
Il fatto che il diffusore risulti direttivo consente di diminuire gli effetti del campo riverberato e l'ascolto potrebbe risultare naturale e poco "colorato", meno dipendente dall'ambiente d'ascolto.
Un sistema basato su larga banda potrebbe così sembrare ottimo per ascolti in spazi piccoli e posizioni d'ascolto invarianti.
Nel caso l'ascolto sia gradito a volumi più sostenuti e magari condiviso, potrebbe essere più indicato approntare un sistema a 2 vie. Questa configurazione consente maggiore tenuta di potenza rispetto ad un monovia, maggiore semplicità di collocazione e notevole versatilità.
Questo è solo un esempio di come scegliere una configurazione.

### Altri tipi di ascolto
La diffusione del suono in condizioni in cui la musica non sia la protagonista è maggiormente ricca di soluzioni, dalle meno costose alle più complesse.
Generazioni di elettroacustici hanno definito dei modelli per rendere il più possibile indipendente dalla posizione d'ascolto, la ricostruzione corretta dei piani sonori o del cosiddetto "sound stage".
Questi modelli, per la loro complessità, si basano essenzialmente su sistemi multi vie. Orientando differentemente gli assi di emissione degli altoparlanti di ogni singolo diffusore, è possibile creare una situazione in cui lo spostamento dell'ascoltatore intorno al punto d'ascolto ideale, non pregiudica la corretta percezione della profondità e dei piani sonori.
Questo tipo di configurazione risulta particolarmente adatta nel caso in cui l'evento sonoro debba essere necessariamente condiviso da diversi ascoltatori.
Anche in questo caso l'analisi dell'ambiente consiglia la dimensione del diffusore. In particolare la dimensione in altezza del diffusore è molto dipendente dal fatto che si prediliga o meno l'ascolto in piedi o da seduti. Per questi e altri motivi si può immaginare che, quindi, in questo ambito di ascolto dove la musica può non essere protagonista e dove comunque l'evento sonoro è condiviso da molte persone, le soluzioni progettuali punteranno su diffusori importanti per dimensione e altezza e saranno multivie, da un minimo di 3 in su, considerando anche e ovviamente la dimensione della sala d'ascolto.